# Jennifer Armentrout
Œuvres principales
- Série Dark Elements
- Série Lux
- Série Le Sang et la Cendre

Jennifer Lynn Armentrout, née le 6 juin 1980 à Martinsburg en Virginie-Occidentale, est une auteure américaine de romance contemporaine, de paranormal et de science-fiction,.
Certaines de ses œuvres figurent sur la liste des best-sellers du New York Times,. Son roman pour jeunes adultes Obsidienne a été choisi par Sierra Pictures pour être adapté en film,, mais les droits lui ont depuis été rendus et le projet de film n'est plus d'actualité .
Elle est considérée comme une auteure « hybride », ayant réussi à s'auto-éditer tout en maintenant des contrats actifs avec de maisons d'éditions indépendantes et des éditeurs traditionnels,.

## Œuvres

### Sous le nom de Jennifer L. Armentrout

#### UniversCovenant

##### SérieCovenant
0,5. (en) Daimon, 2011
1. Démon suivi de Sang-mêlé, J'ai lu, 2017 ((en) Half-Blood, 2011), trad. Paola Appelius, 480 p.  (ISBN 978-2-290-07883-9)Comprend également la traduction française de la nouvelle Daimon
2. Sang-pur, J'ai lu, 2018 ((en) Pure, 2012), trad. Paola Appelius, 480 p.  (ISBN 978-2-290-07884-6)
3. Éveil, J'ai lu, 2018 ((en) Deity, 2012), trad. Paola Appelius, 380 p.  (ISBN 978-2-290-07885-3)

3,5. Élixir, J'ai lu, 2019 ((en) Elixir, 2012), trad. Paola Appelius  (ISBN 978-2-290-20684-3)Paru en français uniquement au format numérique
1. Apollyon, J'ai lu, 2019 ((en) Apollyon, 2013), trad. Paola Appelius, 448 p. (ISBN 978-2-290-19363-1)
2. Sentinelle, J'ai lu, 2019 ((en) Sentinel, 2013), trad. Paola Appelius, 416 p.  (ISBN 978-2-290-20709-3)

##### SérieTitan
1. Confusion, J'ai lu, 2023 ((en) The Return, 2015), trad. Paola Appelius, 448 p.  (ISBN 978-2-290-23606-2)
2. L'Éther, J'ai lu, 2023 ((en) The Power, 2016), trad. Paola Appelius, 416 p.  (ISBN 978-2-290-23607-9)
3. Tueur de dieux, J'ai lu, 2024 ((en) The Struggle, 2017), trad. Charline McGregor, 416 p.  (ISBN 978-2-290-23608-6)
4. Prophéties, J'ai lu, 2024 ((en) The Prophecy, 2018), trad. Charline McGregor, 416 p.  (ISBN 978-2-290-24015-1)

#### UniversLux

##### SérieLux
0,5. Ombres, J'ai lu, 2017 ((en) Shadows, 2012), trad. Cécile Tasson  (ISBN 978-2-290-15101-3)Paru en français uniquement au format numérique
1. Obsidienne, J'ai lu, 2014 ((en) Obsidienne, 2011), trad. Cécile Tasson, 380 p.  (ISBN 978-2-29-007046-8)

1,5. Oubli - L'Intégrale, J'ai lu, 2017 ((en) Oblivion, 2015), trad. Amélie Sarn et Cécile Tasson, 1088 p.  (ISBN 978-2-290-12186-3)Contient également Ombres paru séparément au format numérique
1. Onyx, J'ai lu, 2015 ((en) Onyx, 2012), trad. Cécile Tasson, 448 p. (ISBN 978-2-290-07045-1)
2. Opale, J'ai lu, 2016 ((en) Opal, 2012), trad. Cécile Tasson, 448 p.  (ISBN 9782290070444)
3. Origine, J'ai lu, 2016 ((en) Origin, 2013), trad. Cécile Tasson, 448 p.  (ISBN 978-2-290-12185-6)
4. Opposition, J'ai lu, 2017 ((en) Opposition, 2014), trad. Cécile Tasson, 388 p.  (ISBN 978-2-290-12187-0)

5,5. Officiellement, J'ai lu, 2018 ((en) Why Are You Nervous, 2017), trad. Cécile Tasson  (ISBN 978-2-290-17148-6)Paru en français uniquement au format numérique

##### SérieOrigine
1. Étoile noire, J'ai lu, 2019 ((en) The Darkest Star, 2018), trad. Cécile Tasson, 448 p.  (ISBN 978-2-290-17437-1)
2. Flamme obscure, J'ai lu, 2020 ((en) The Burning Shadow, 2019), trad. Cécile Tasson, 576 p.  (ISBN 978-2-290-20687-4)
3. Nuit scintillante, J'ai lu, 2021 ((en) The Brightest Night, 2020), trad. Cécile Tasson, 640 p.  (ISBN 978-2-290-20688-1)

##### SérieArum
1. Obsession, J'ai lu, 2015 ((en) Obsession, 2013), trad. Paola Appelius, 384 p.  (ISBN 978-2-290-08605-6)

#### UniversDark Elements

##### SérieDark Elements
0,5. (en) Bitter Sweet Love, 2013
1. Baiser brûlant, J'ai lu, 2020 ((en) White Hot Kiss, 2014), trad. Paola Appelius, 448 p.  (ISBN 978-2-290-21013-0)
2. Toucher glaçant, J'ai lu, 2020 ((en) Stone Cold Touch, 2014), trad. Paola Appelius, 480 p.  (ISBN 978-2-290-21014-7)
3. Ultime Soupir, J'ai lu, 2021 ((en) Every Last Breath, 2015), trad. Paola Appelius, 416 p.  (ISBN 978-2-290-21049-9)

##### SérieLe Précurseur
1. La Foudre et la Fureur, J'ai lu, 2022 ((en) Storm and Fury, 2019), trad. Charline McGregor, 544 p.  (ISBN 978-2-290-22302-4)
2. La Rage et la Ruine, J'ai lu, 2023 ((en) Rage and Ruin, 2020), trad. Charline McGregor, 576 p.  (ISBN 978-2-290-38818-1)
3. La Grâce et la Gloire, J'ai lu, 2024 ((en) Grace and Glory, 2021), trad. Charline McGregor, 544 p.  (ISBN 978-2-290-38813-6)

#### SérieWicked
1. Tentation, Roncière, 2024 ((en) Wicked, 2014), trad. Alice Kremer, 400 p.  (ISBN 978-2-38566-019-2)
2. Tourment, Roncière, 2024 ((en) Torn, 2016), trad. Alice Kremer, 384 p.  (ISBN 978-2-38566-090-1)
3. Bravoure, Roncière, 2025 ((en) Brave, 2017), trad. Alice Kremer, 384 p.  (ISBN 978-2-38566-138-0)

#### UniversLe Sang et la Cendre

##### SérieLe Sang et la Cendre
1. Le Sang et la Cendre, De Saxus, 2021 ((en) From Blood And Ash, 2020), trad. Cécile Tasson, 663 p.  (ISBN 978-2-37876-159-2)
2. Un royaume de chair et de feu, De Saxus, 2022 ((en) A Kingdom of Flesh and Fire, 2020), trad. Cécile Tasson, 763 p.  (ISBN 978-2-37876-175-2)
3. La Couronne d'os dorés, De Saxus, 2023 ((en) The Crown of Gilded Bones, 2021), trad. Anaïs Papillon, 799 p.  (ISBN 978-2-37876-250-6)
4. La Guerre des deux reines, De Saxus, 2024 ((en) The War of Two Queens, 2022), trad. Paola Appelius et Camélia Claude, 880 p.  (ISBN 978-2-37876-442-5)
5. Une âme de cendre et de sang, De Saxus, 2025 ((en) A Soul of Ash and Blood, 2023), trad. Paola Appelius, 768 p.  (ISBN 978-2-37876-581-1)

5,5. Mémoires de la chair et du sang, De Saxus, 2025 ((en) Visions of Flesh and Blood, 2024), trad. Paola Appelius, 848 p.  (ISBN 978-2-37876-762-4)À paraître le 18 septembre 2025

##### SérieLa Chair et le Feu
1. Une ombre dans la braise, De Saxus, 2023 ((en) A Shadow in the Ember, 2021), trad. Paola Appelius, 800 p.  (ISBN 978-2-37876-353-4)
2. Une lumière dans la flamme, De Saxus, 2024 ((en) A Light in the Flame, 2022), trad. Paola Appelius Roy et Camélia Claude, 768 p.  (ISBN 978-2-37876-353-4)
3. Un feu dans la chair, De Saxus, 2025 ((en) A Fire in the Flesh, 2023), trad. Paola Appelius, 704 p.  (ISBN 978-2-37876-684-9)
4. (en) Born of Blood and Ash, 2024

#### SérieOmbre et Mystère
1. Envoûtée, J'ai lu, 2019 ((en) Moonlight Sins, 2018), trad. Cécile Tasson, 448 p.  (ISBN 978-2-290-20004-9)
2. Troublée, J'ai lu, 2019 ((en) Moonlight Seduction, 2018), trad. Cécile Tasson, 448 p.  (ISBN 978-2-290-20005-6)
3. Fascinée, J'ai lu, 2019 ((en) Moonlight Scandals, 2019), trad. Cécile Tasson, 480 p.  (ISBN 978-2-290-20006-3)

#### SérieAwakening
1. (en) Fall of Ruin and Wrath, 2023

#### Romans indépendants
- (en) Maudit, 2012
- (en) Unchained, 2013
- Ne te retourne pas, J'ai lu, 2022 ((en) Don't Look Back, 2014), trad. Cécile Tasson, 416 p.  (ISBN 978-2-290-23540-9)
- (en) Italien on duty, 2014
- (en) The Dead List, 2015
- L'Éternité, c'est compliqué, J'ai lu, 2018 ((en) The Problem with Forever, 2016), trad. Cécile Tasson, 480 p.  (ISBN 978-2-290-14417-6)
- (en) Till Death, 2017
- Si demain n'existe pas, J'ai lu, 2019 ((en) If There's No Tomorrow, 2017), trad. Cécile Tasson, 352 p.  (ISBN 978-2-290-15966-8)

### Sous le nom de J. Lynn (uniquement en langue originale)

#### SérieWait for You
1. Jeu de patience, J'ai lu, 2014 ((en) Wait for You, 2013), trad. Benjamin Kuntzer, 448 p.  (ISBN 978-2-290-08067-2)

1,5 Jeu de confiance, J'ai lu, 2018 ((en) Trust in Me, 2013), trad. Cécile Tasson  (ISBN 978-2-290-16838-7)Paru en français uniquement au format numérique
1. Jeu d'innocence, J'ai lu, 2015 ((en) Be With Me, 2014), trad. Cécile Tasson, 448 p. (ISBN 978-2-290-08272-0)
2. Jeu d'indulgence, J'ai lu, 2016 ((en) Stay With Me, 2014), trad. Cécile Tasson, 544 p.  (ISBN 978-2-290-08273-7)
3. Jeu d'imprudence, J'ai lu, 2016 ((en) Fall With Me, 2015), trad. Cécile Tasson, 384 p.  (ISBN 978-2-290-13032-2)

4,5 Jeu de méfiance, J'ai lu, 2018 ((en) Dream of You, 2015), trad. Cécile Tasson  (ISBN 978-2-290-16844-8)Paru en français uniquement au format numérique
1. Jeu d'attirance, J'ai lu, 2017 ((en) Forever With You, 2015), trad. Cécile Tasson, 384 p. (ISBN 978-2-290-13425-2)
2. Jeu inconscience, J'ai lu, 2018 ((en) Fire in You, 2016), trad. Cécile Tasson, 384 p.  (ISBN 978-2-290-14785-6)

#### SérieFrigid
1. À huis clos, J'ai lu, 2017 ((en) Frigid, 2013), trad. Cécile Tasson, 352 p.  (ISBN 978-2-290-09496-9)
2. À demi-mot, J'ai lu, 2017 ((en) Scorched, 2015), trad. Paola Appelius, 320 p.  (ISBN 978-2-290-09547-8)

#### SérieLes Frères Gamble(2014) /Tempting Love(2024)
1. Le Témoin, Milady, 2024 (Tempting the Best Man, 2012), trad. Julie Lauret-Noyal, 288 p.  (ISBN 978-2811225414)
2. L'Athlète, Milady, 2024 (Tempting the Player, 2012), trad. Julie Lauret-Noyal, 384 p.  (ISBN 9782811233952)
3. Le Garde du Corps, Milady, 2024 (Tempting the Bodyguard, 2014), trad. Julie Lauret-Noyal, 360 p.  (ISBN 9782820523488)